# The Family Sign
The Family Sign er det sjette studiealbum fra rapgruppen Atmosphere. Albummet udkom den 12. april 2011 og blev solgt i 28.000 eksemplarer i den første uge.

## Spor
1. "My Key" – 4:19
2. "The Last to Say" – 4:16
3. "Became" – 4:45
4. "Just for Show" – 3:39
5. "She's Enough" – 3:19
6. "Bad Bad Daddy" – 3:33
7. "Millennium Dodo" – 3:21
8. "Who I'll Never Be" – 3:08
9. "I Don't Need Brighter Days" – 4:05
10. "Ain't Nobody" – 3:17
11. "Your Name Here" – 3:37
12. "If You Can Save Me Now" – 3:52
13. "Something So" – 3:41
14. "My Notes" – 2:18

iTunes deluxe bonus tracks
15. "Millennium Dodo 2" – 3:56
16. "Cut You Down" – 4:14